# Paragone (Zeitschrift)
Paragone ist eine Kunst- und Literaturzeitschrift, die 1950 vom italienischen Kunsthistoriker Roberto Longhi und seiner Frau, der Schriftstellerin Anna Banti, gegründet wurde und monatlich in Florenz erscheint. Mit der Wahl des Namens wurde ein Bezug zum kunsttheoretischen Begriff Paragone hergestellt.
Die Zeitschrift gliedert sich in die Kunstzeitschrift Paragone. Arte und die Literaturzeitschrift Paragone. Letteratura, die alternierend erscheinen. Die künstlerische Abteilung wurde von Longhi bis zu seinem Tod im Jahr 1970 geleitet, während die literarische Abteilung von einem Redaktionsteam betreut wurde. Für die Mitarbeit konnten bedeutende Autoren, wie Pier Paolo Pasolini, gewonnen werden. Als Redakteur wirkte unter anderem Giorgio Bassani. Nachdem der Verleger der Zeitschrift gewechselt hat, wird sie heute vom Verlagshaus Sansoni in Florenz herausgegeben.